# Fläcklusern
Fläcklusern (Medicago arabica) är en växtart i familjen ärtväxter. Dess kronblad är gula.